# Гуйян
Гуйя́н (кит.: 貴陽市) — місто у Південному Китаї, адміністративний центр провінції Гуйчжоу. У місті багато визначних місць, одне з яких зоопарк Гуйян. З грудня 2017 року в місті працює метрополітен.
Населення — 3,45 млн (2003), из них: 85 % — ханьці, 6 % — мяо, 5 % — буї.

## Клімат
Місто знаходиться у зоні, котра характеризується вологим субтропічним кліматом. Найтепліший місяць — липень із середньою температурою 25 °C (77 °F). Найхолодніший місяць — січень, із середньою температурою 5.6 °С (42 °F).
| Клімат Гуйяна           | Клімат Гуйяна | Клімат Гуйяна | Клімат Гуйяна | Клімат Гуйяна | Клімат Гуйяна | Клімат Гуйяна | Клімат Гуйяна | Клімат Гуйяна | Клімат Гуйяна | Клімат Гуйяна | Клімат Гуйяна | Клімат Гуйяна | Клімат Гуйяна |
| Показник                | Січ.          | Лют.          | Бер.          | Квіт.         | Трав.         | Черв.         | Лип.          | Серп.         | Вер.          | Жовт.         | Лист.         | Груд.         | Рік           |
| Абсолютний максимум, °C | 22            | 27            | 30            | 35            | 32            | 32            | 33            | 33            | 33            | 27            | 26            | 22            | 35            |
| Середній максимум, °C   | 8             | 10            | 17            | 22            | 23            | 27            | 28            | 28            | 26            | 20            | 15            | 11            | 20            |
| Середня температура, °C | 5             | 6             | 12            | 17            | 19            | 22            | 24            | 24            | 21            | 16            | 11            | 7             | 16            |
| Середній мінімум, °C    | 2             | 3             | 8             | 13            | 16            | 18            | 21            | 20            | 17            | 12            | 8             | 4             | 12            |
| Абсолютний мінімум, °C  | −6            | −6            | −2            | 2             | 7             | 11            | 17            | 16            | 11            | 5             | 0             | −2            | −6            |
| Норма опадів, мм        | 10            | 20            | 40            | 90            | 190           | 210           | 190           | 130           | 120           | 100           | 40            | 20            | 1210          |
| Вологість повітря, %    | 74            | 77            | 71            | 72            | 77            | 76            | 77            | 76            | 73            | 77            | 78            | 78            | 76            |
| ----------------------- | ------------- | ------------- | ------------- | ------------- | ------------- | ------------- | ------------- | ------------- | ------------- | ------------- | ------------- | ------------- | ------------- |
| Джерело: Weatherbase    |               |               |               |               |               |               |               |               |               |               |               |               |               |

## Адміністративний поділ
Префектура поділяється на 6 районів, 1 місто і 3 повіти
| Карта                                                                                    | Карта       | Карта    | Карта            |
| ---------------------------------------------------------------------------------------- | ----------- | -------- | ---------------- |
| Сіфен Кайян Сювень ① Удан ② ③ ④ Цінчжень Хуасі ① Байюнь ② Гуаньшаньху ③ Юньянь ④ Наньмін |             |          |                  |
| Статус                                                                                   | Назва       | Оригінал | Населення (2020) |
| Район                                                                                    | Байюнь      | 白云区   | 456 250          |
| Район                                                                                    | Гуаньшаньху | 观山湖区 | 642 634          |
| Район                                                                                    | Наньмін     | 南明区   | 1 047 792        |
| Район                                                                                    | Удан        | 乌当区   | 336 363          |
| Район                                                                                    | Хуасі       | 花溪区   | 966 276          |
| Район                                                                                    | Юньянь      | 云岩区   | 1 056 819        |
| Місто                                                                                    | Цінчжень    | 清镇市   | 629 088          |
| Повіт                                                                                    | Кайян       | 开阳县   | 343 871          |
| Повіт                                                                                    | Сіфен       | 息烽县   | 219 835          |
| Повіт                                                                                    | Сювень      | 修文县   | 288 090          |

## Уродженці
- Яо Хуа (1876—1930), визначний художник кінця династії Цін і початку Китайської республіки.